# Assemblée nationale (Métro Paris)

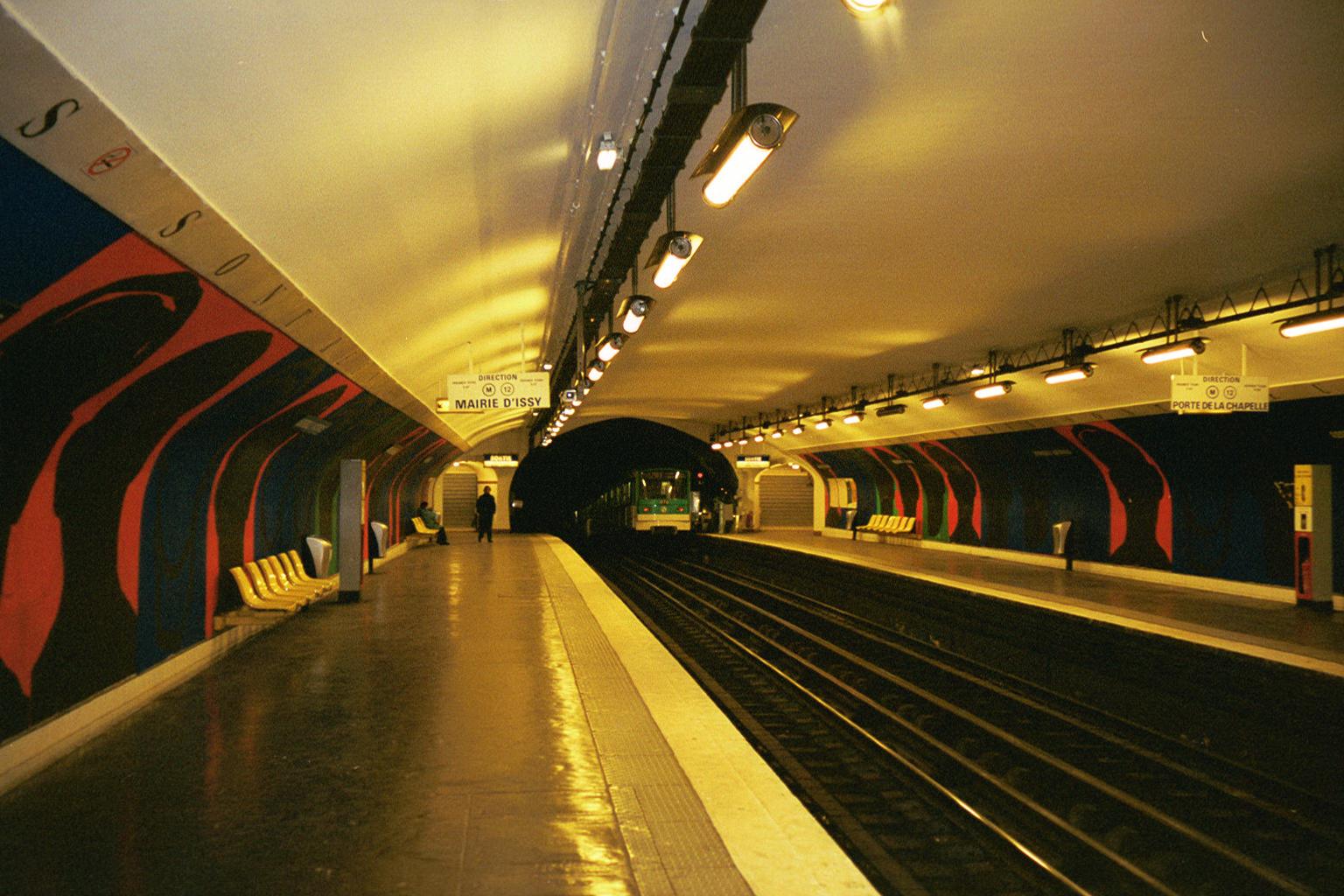
Station Assemblée Nationale mit nach Porte de la Chapelle ausfahrendem Zug der Baureihe MF 67, 2005

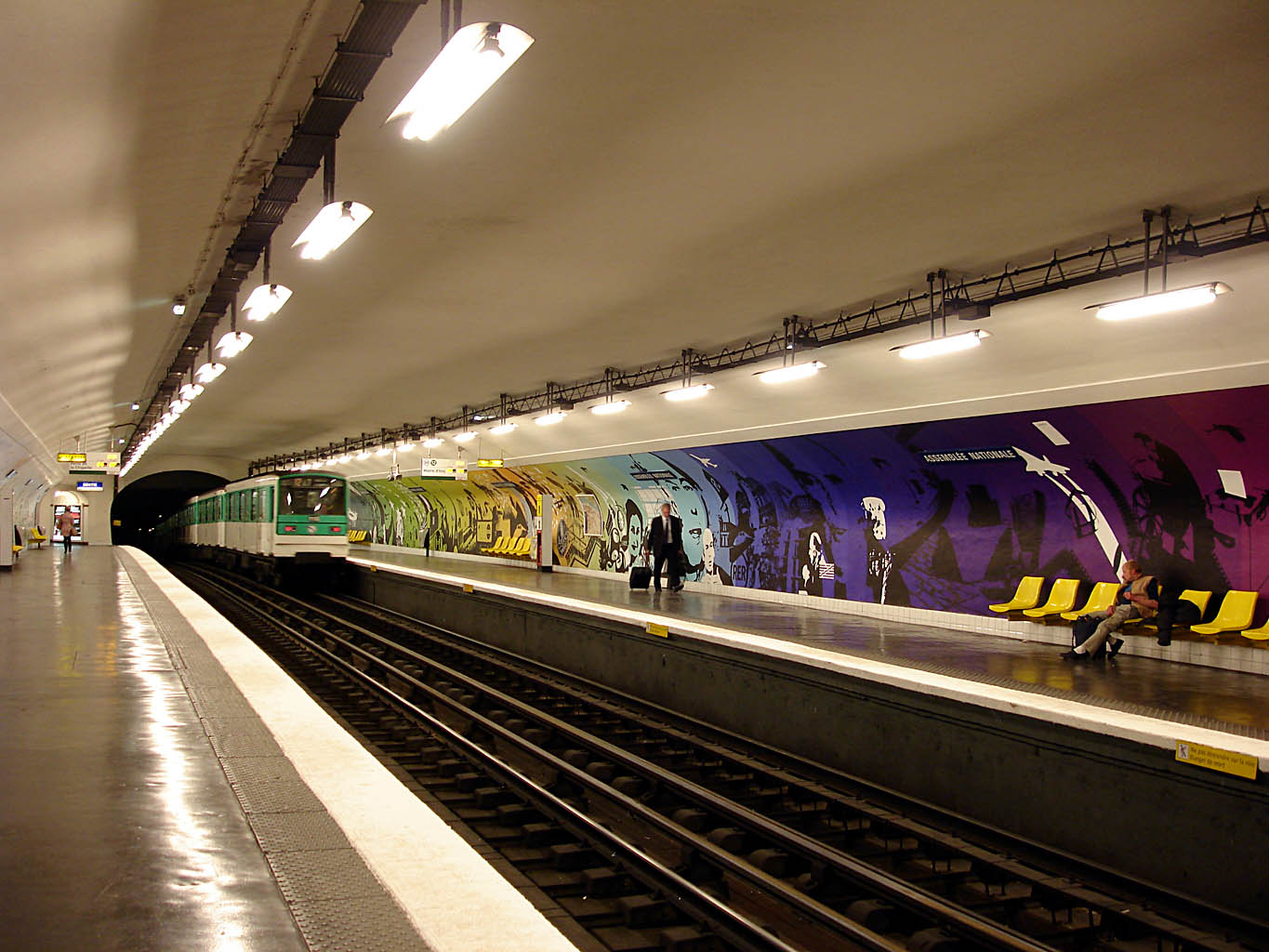
Gegenrichtung mit nach Mairie d’Issy ausfahrendem MF-67-Zug, 2008

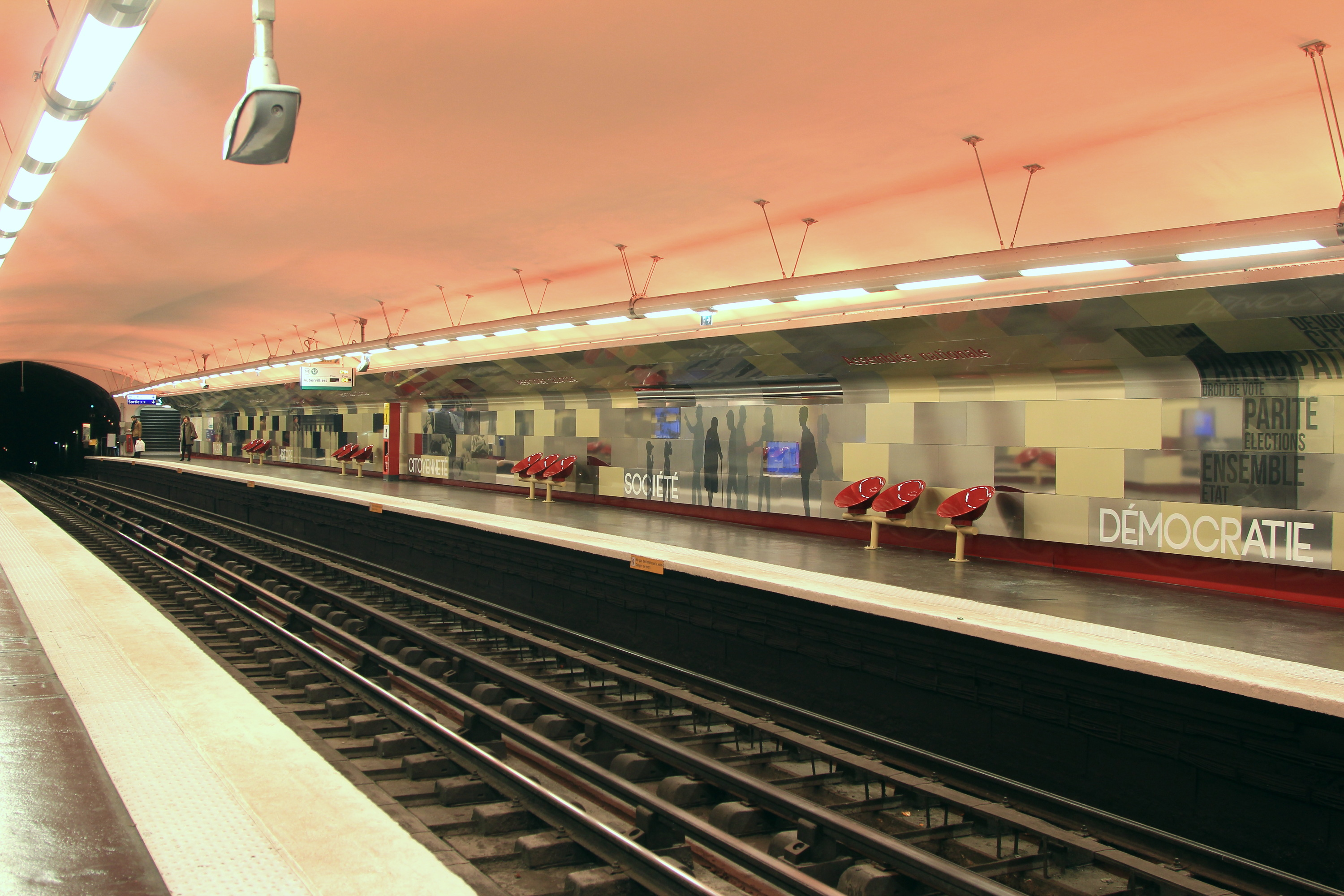
Die Station im Jahr 2016

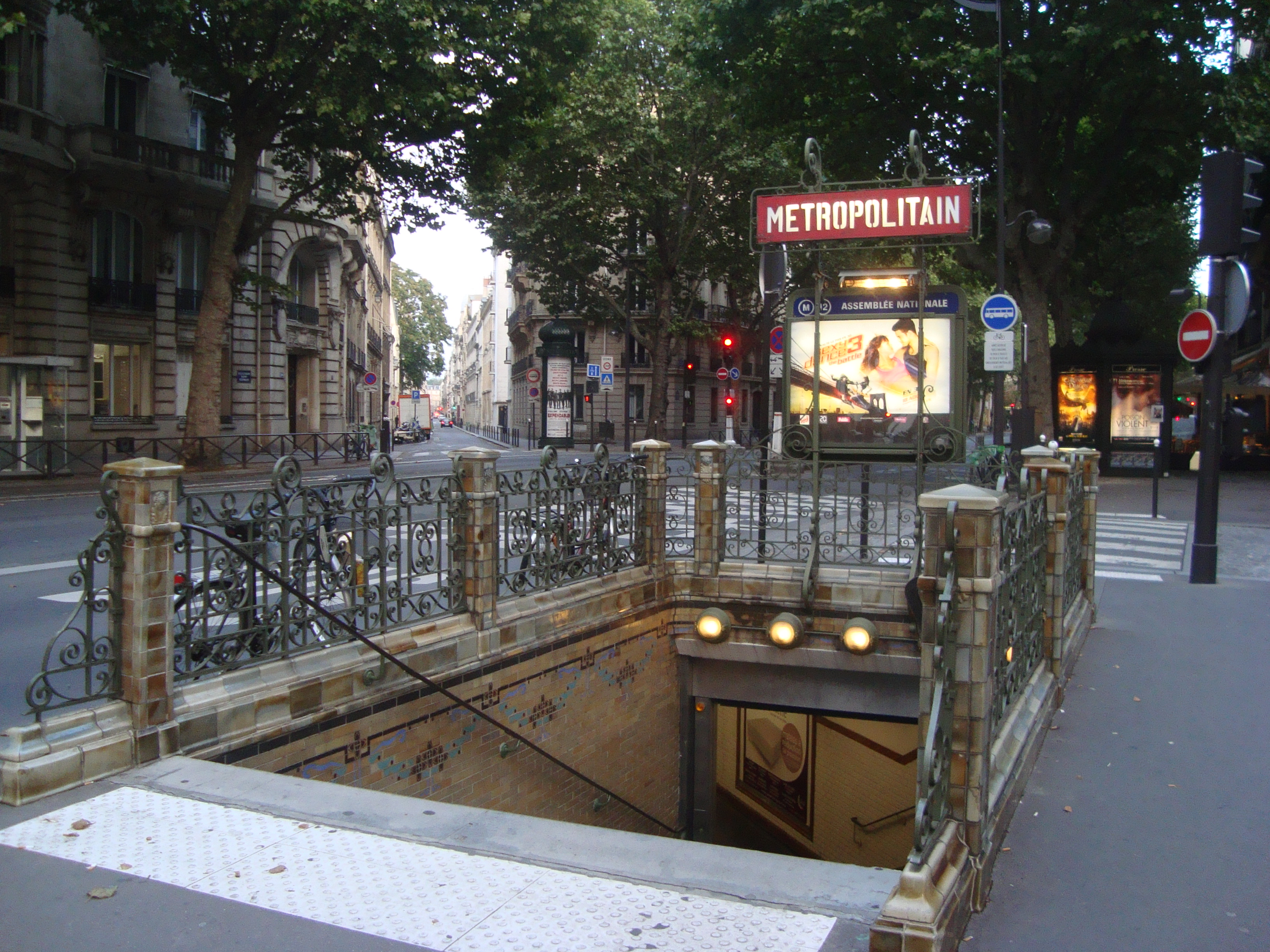
Zugang im Stil der Nord-Sud

Assemblée Nationale [asɑ̃ble nɑsjɔnal] ist eine unterirdische Station der Linie 12 der Pariser Métro.

## Lage
Der U-Bahnhof befindet sich im Quartier des Invalides des 7. Arrondissements von Paris. Er liegt längs unter dem Boulevard Saint-Germain zwischen der Rue de Lille und der Rue de l’Université.

## Name
Die Station ist nach der französischen Nationalversammlung (fr: Assemblée nationale) benannt, die im nahen Palais Bourbon ihren Sitz hat. Bis zum 30. Juni 1989 hieß die Station „Chambre des Députés“ (Abgeordnetenhaus), obwohl schon seit 1946 die offizielle Bezeichnung des Unterhauses „Assemblée nationale“ lautet.

## Geschichte und Beschreibung
Die Linie 12 wurde als Linie A von der Société du chemin de fer électrique souterrain Nord-Sud de Paris (Nord-Sud) gebaut und bis 1930 von ihr betrieben. Mit der Eröffnung des ersten Abschnitts von Notre-Dame-de-Lorette bis Porte de Versailles ging die Station Chambre des Députés am 5. November 1910 in Betrieb.
Unter einem elliptischen Gewölbe liegen zwei Seitenbahnsteige an zwei Streckengleisen. Anders als bei den von der Compagnie du chemin de fer métropolitain de Paris (CMP) errichteten Stationen folgen die Seitenwände nicht der Krümmung der Ellipse, sondern verlaufen im unteren Bereich senkrecht. Typisch für die U-Bahnhöfe der Nord-Sud wurde die Station etwas prunkvoller als die Stationen der CMP erbaut, sie präsentiert sich heute jedoch anders. Die Seitenwände wurden 1990 erstmals zu politischen Themen künstlerisch gestaltet und seitdem mehrfach verändert.
Wegen der auf den Strecken der Nord-Sud zunächst vorhandenen Oberleitung ist der U-Bahnhof geringfügig höher als die unter ähnlichen Gewölben liegenden CMP-Stationen. Er hat die für Fünf-Wagen-Züge ausreichende ursprüngliche Pariser Standardlänge von 75 m.
Die drei Zugänge weisen das ursprüngliche Dekor der Nord-Sud auf, der Schriftzug NORD-SUD wurde Anfang der 1930er Jahre allerdings durch METROPOLITAIN ersetzt.

## Fahrzeuge
Auf der Linie 12 verkehrten zunächst Züge der Nord-Sud-Bauart Sprague-Thomson, die sich in mehreren Punkten von den Sprague-Thomson-Fahrzeugen der CMP unterschieden. Auffallendes Merkmal war die Stromversorgung des führenden Triebwagens mittels eines Pantographen. Nach der Übernahme der Nord-Sud durch die CMP wurde diese Betriebsform in den 1930er Jahren aufgegeben. In den 1970er Jahren schieden die Nord-Sud-Züge zugunsten der Sprague-Thomson-Regelbauart aus, 1977 kamen dann moderne Züge der Baureihe MF 67 auf die Strecke.

## Umgebung
- Palais Bourbon